# Wybory parlamentarne w Holandii w 1986 roku

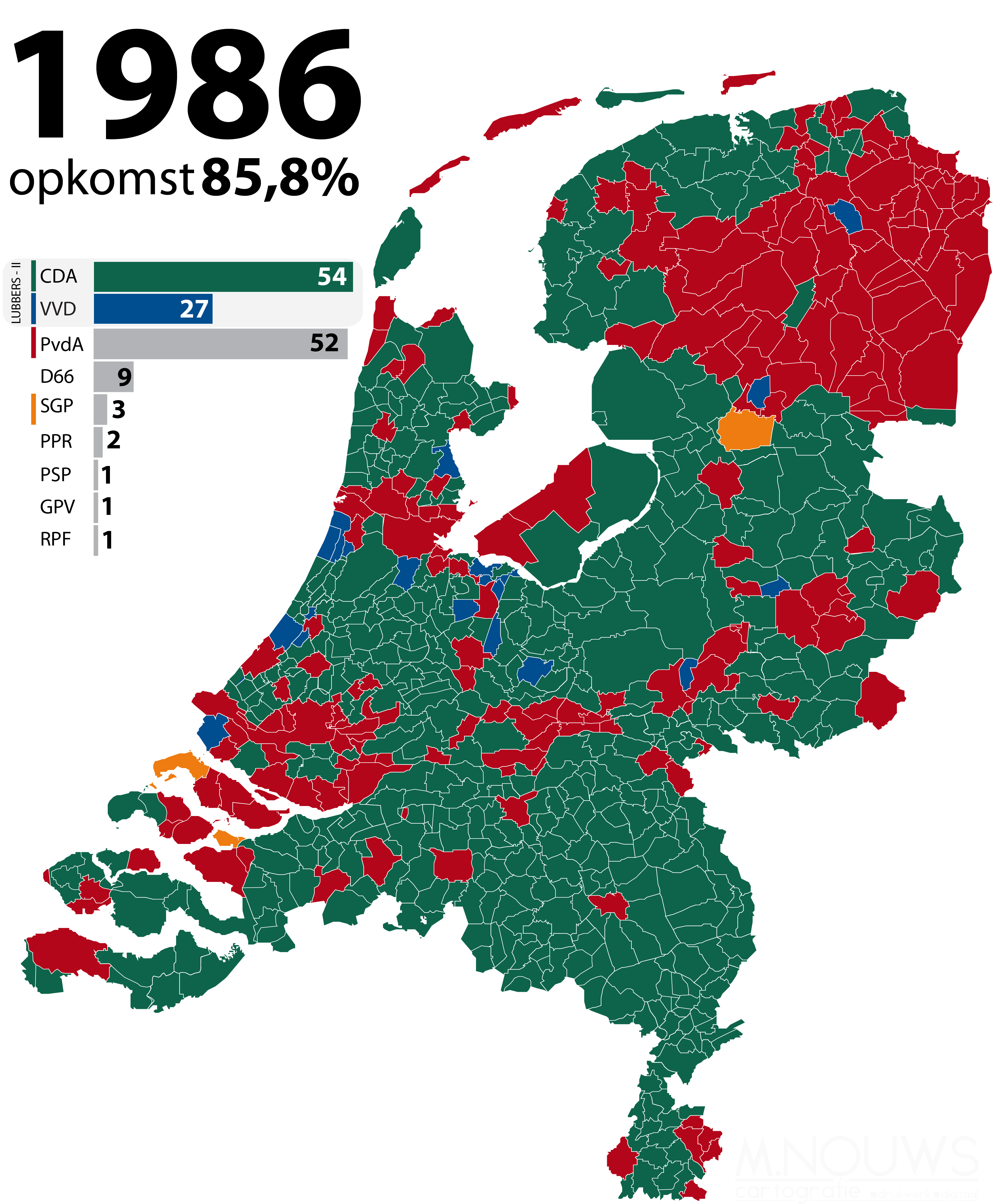
Wybory 1986, wyniki w gminach. Zielonym kolorem zaznaczono miejsca, w których zwyciężył CDA, czerwonym PvdA, niebieskim VVD, pomarańczowym SGP

Wybory parlamentarne w Holandii w 1986 roku zostały przeprowadzone 21 maja 1986 r.. W ich wyniku Holendrzy wybrali 150 posłów do Tweede Kamer, niższej izby Stanów Generalnych. Frekwencja wyborcza wyniosła 85,76%. Wybory zakończyły się zwycięstwem Apelu Chrześcijańsko-Demokratycznego, a na stanowisku premiera pozostał Ruud Lubbers.

## Wyniki wyborów
| Partia                                       | Głosy     | %     | Mandaty | Zmiana |
| -------------------------------------------- | --------- | ----- | ------- | ------ |
| Apel Chrześcijańsko-Demokratyczny            | 3 172 918 | 30,40 | 54      | +9     |
| Partia Pracy                                 | 3 051 678 | 29,39 | 52      | +5     |
| Partia Ludowa na rzecz Wolności i Demokracji | 1 596 991 | 17,41 | 27      | -9     |
| Demokraci 66                                 | 562 466   | 6,13  | 9       | +3     |
| Polityczna Partia Protestantów               | 159 740   | 1,74  | 3       | -      |
| Partia Radykalna                             | 115 203   | 1,26  | 2       | -      |
| Pacyfistyczna Partia Socjalistyczna          | 110 182   | 1,20  | 1       | -2     |
| Gereformeerd Politiek Verbond                | 88 381    | 0,96  | 1       | -1     |
| Reformatorska Federacja Polityczna           | 83 582    | 0,91  | 1       | -1     |
| Komunistyczna Partia Holandii                | 57 847    | 0,63  | 0       | -3     |
| Pozostałe                                    | 173 171   | 1,89  | 0       | -      |
| Głosy nieważne i puste                       | 27 462    | 0,3   | 0       | -      |
| Razem                                        | 9 199 621 | 100   | 150     | 0      |